# Георги Амартол
Георги Амартол (Грешник) или Георги Монах (на гръцки: Γεώργιος Ἁμαρτωλός, Γεώργιος Μοναχός) е византийски монах и летописец, живял през 9 век. Предполага се че е роден в Александрия. Автор е на популярната във Византия, България, Сърбия и Русия „Хроника“, която излага световната история от сътворението на света до 842 година.